# Gilles Latapie
Gilles Latapie est un magistrat français. Après une carrière dans le secteur privé, il intègre après concours la magistrature à la fin des années 1990. Il est notamment connu pour avoir, en 2008, présidé la cour d'assises qui a jugé le tueur en série Michel Fourniret. Il est Chevalier de la légion d'honneur.

## Œuvres
- Gilles Latapie, Face à Michel Fourniret, Michel Lafon, 2009.